# Fylkesväg 28
Fylkesväg 28 (norska: Fylkesvei 28) är en primär fylkesväg i Innlandet fylke i östra Norge som går mellan byn Sømådalen i Engerdals kommun och tätorten Os i Os kommun. Vägen är 61,2 kilometer lång och asfalterad. Den passerar bland annat genom byarna Tufsingdalen och Narbuvoll.
Vägen utgör en del av Kopparleden mellan Falun och Røros.

## Anslutningar
Fylkesväg 28 ansluter till:
- Fylkesväg 26 (vid Sømådalen)
- Fylkesväg 30 (vid Os)